# Amerikanische Hainbuche

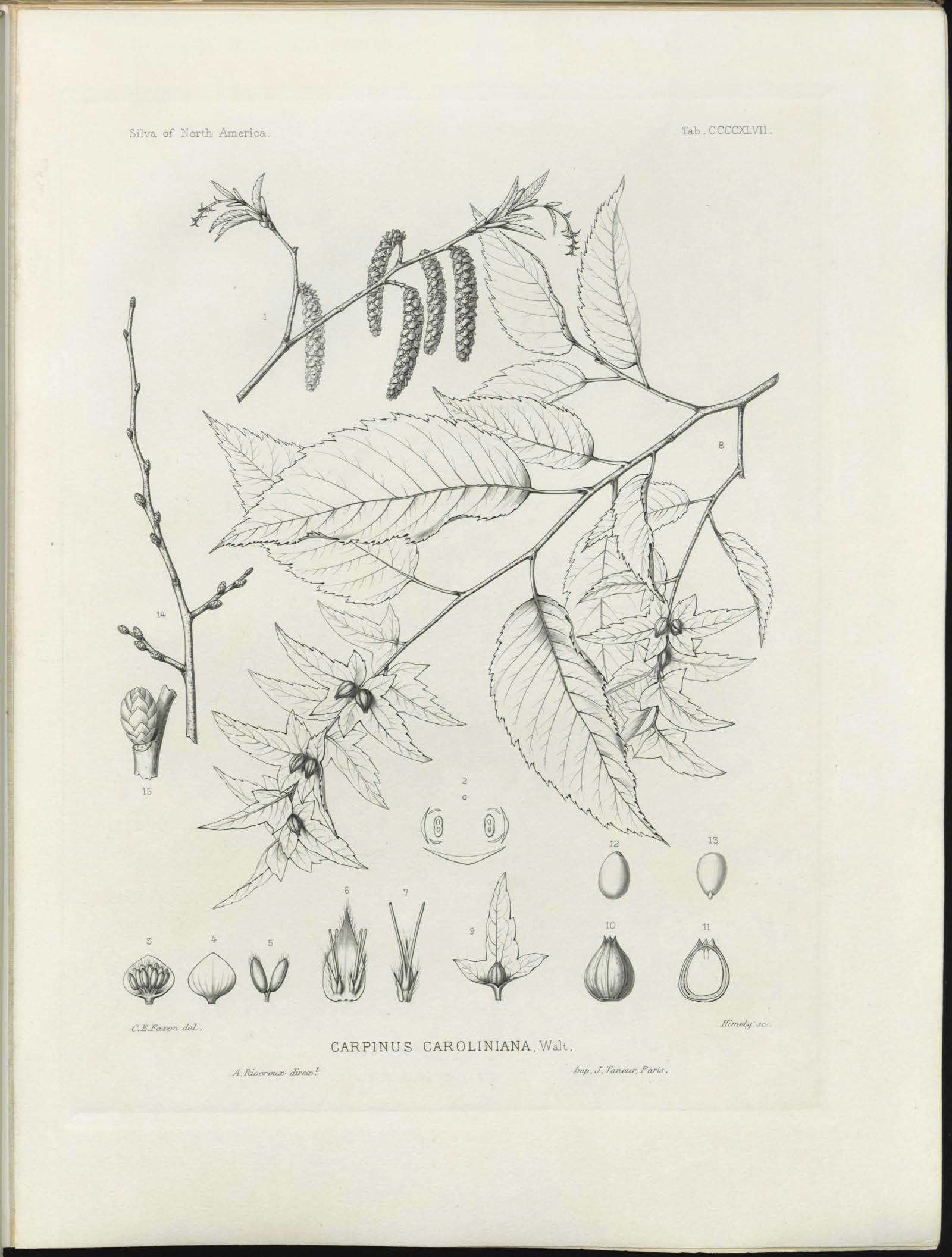
Illustration

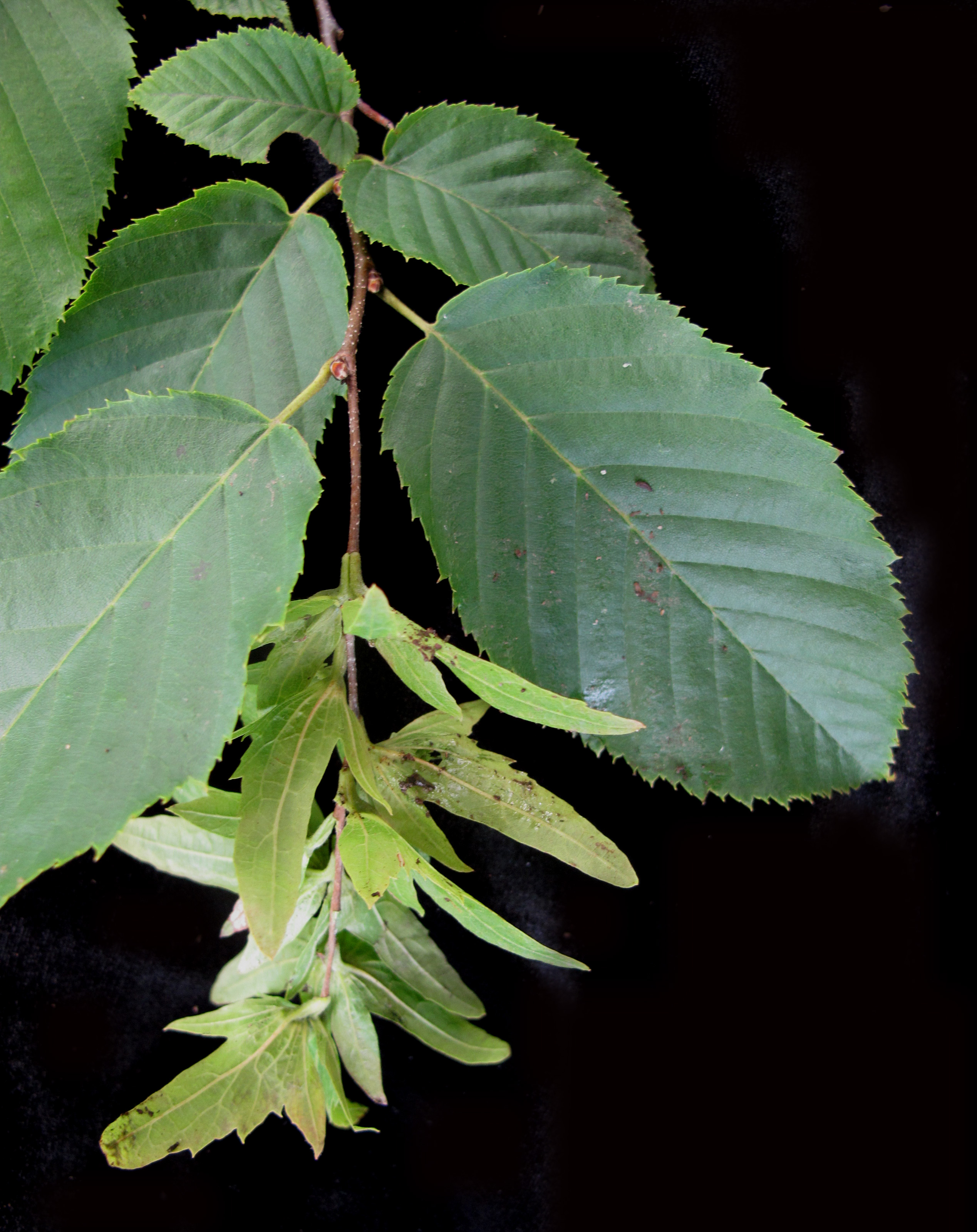
Blätter und Früchte

Die Amerikanische Hainbuche (Carpinus caroliniana) ist eine Laubbaum-Art in der Gattung der Hainbuchen (Carpinus) aus der Familie der Birkengewächse (Betulaceae).

## Beschreibung
Die Amerikanische Hainbuche ist ein laubabwerfender Baum, der Wuchshöhen von bis zu 12 Meter erreicht, mit einer stark abgerundeten, fast kugelförmigen Krone. Der Stammdurchmesser erreicht über 60 Zentimeter. Die Borke ist glatt und blaugrau gefärbt. 
Die kurz gestielten, eiförmigen bis elliptischen manchmal verkehrt-eiförmigen, spitzen bis zugespitzten, dünnen Laubblätter sind 5 bis 10 cm lang und 3 bis 5 cm breit; sie sind drüsig-spitzig doppelt gesägt und auf der Unterseite gelbgrün. Die Basis ist leicht herzförmig bis abgerundet oder spitz. Die Nervatur ist eingepresst.
Die Amerikanische Hainbuche ist einhäusig getrenntgeschlechtig (monözisch). Die Blüten stehen in hängenden Kätzchen zusammen. Die männlichen Blüten besitzen keine Blütenhüllblätter und ihre Kätzchen sind 2 bis 6 cm lang. Die weiblichen Blüten stehen in 2,5 bis 12 cm langen Kätzchen zusammen. Die weiblichen Blüten besitzen unscheinbare Blütenhüllblätter und zwei fadenförmige, rote Narben. Jede weibliche Blüte ist von einer dreilappigen Hülle umgeben, die aus Tragblatt und beiden Vorblättern gebildet wird und 2 bis 3,5 × 1,4 bis 2,8 cm groß ist.
Es werden einsamige Nussfrüchte in einem bis dreilappigen, mehr oder weniger grob gezähnten bis gesägten oder teils ganzrandigen Tragblatt gebildet.

## Vorkommen
Die Amerikanische Hainbuche ist nahezu im gesamten östlichen Drittel Nordamerikas heimisch, genauer von Québec und Neuengland bis Minnesota im Norden bis nach Süden in Texas und Florida. Als Standorte bevorzugt sie schwere feuchte Böden an Flüssen und in Sümpfen.

## Unterarten
Es gibt zwei Unterarten. Sie bilden Hybriden in den Überlappungsgebieten ihrer Areale: 
- Carpinus caroliniana Walt. subsp. caroliniana: Ihr Areal reicht von den Atlantischen Küstenebenen nach Norden bis Delaware und von Westen vom unteren Mississippi-Tal bis nach Texas im Osten.
- Carpinus caroliniana subsp. virginiana (Marshall) Furlow: Ihr Areal reicht von Kanada im Norden und den Appalachen nach Westen bis Minnesota und nach Süden bis Arkansas.[1] Ihre Blätter sind größer und besitzen dunkle Drüsen.